# Fidel Ángel Cadena Serrano
Fidel Ángel Cadena Serrano o Fidel Cadena (María de Huerva, 1954) és un fiscal espanyol.
Va estudiar a l'escola dels Escolapis de Saragossa i es va llicenciar en Dret per la Universitat de Saragossa, on anys després va ser professor. Va ser company de promoció de Javier Zaragoza. Els primers anys va exercir la seva carrera de fiscal a Girona, Bilbao, Osca i Avila. El 1990 va començar a treballar a la Fiscalia del Tribunal Superior de Justícia d'Aragó. El 2007 fou nomenat fiscal del Tribunal Suprem. Contrari a l'avortament, el 2013 fou nomenat membre Comitè de Bioètica pel ministre de Justícia, Alberto Ruiz-Gallardón, quan el Partit Popular va aprovar la reforma de la llei de l'avortament.
El 16 de març del 2015 va ser nomenat fiscal en cap de la Sala Penal del Tribunal Suprem espanyol. Ha treballat en casos com la sentència per l'Atemptat de Madrid de l'11 de març de 2004, la causa contra Baltasar Garzón Real per cursos de la Universitat Joan Carles I a Nova York, l'acusació contra Carlos Fabra Carreras contra la Hisenda Pública, el cas d'un home que va matar dos guàrdies civils a Navarra, el cas José Bretón i el del Cas Palau relacionat amb el Palau de la Música Catalana, entre d'altres.
Enviat pel fiscal general de l'Estat, Julián Sánchez Melgar, l'abril de 2018 va anar a l'Haia per intentar salvar l'euroordre enviada per Pablo Llarena reunint-se amb els fiscals d'Schleswig Holstein, cosa que no va aconseguir. Va ser un dels fiscals del Tribunal Suprem durant el Judici al procés independentista català.
És pare de cinc fills, autor de diversos llibres i ha estat també professor a la facultat de Dret de la Universitat de Saragossa, a part de preparador de fiscals que pretenen ingressar a la carrera. Ha rebut la Creu de San Raimundo de Peñafort.